# Szöktetés (film, 1975)
A Szöktetés (eredeti címe: Breakout) 1975-ös amerikai akciófilm, a főszerepekben Charles Bronson, Jill Ireland és Robert Duvall.
Harris Wagner (John Huston) 28 évre egy mexikói börtönbe juttatja távoli rokonát, Jay Wagnert (Robert Duvall), akit azonban a felesége ki akar onnan juttatni és erre a kissé szélhámos Nick Coltont (Charles Bronson) találja alkalmasnak.
A filmnek az Egyesült Államokban kb. 16 millió dollár bevétele volt.
Magyarországi bemutatója: 1977. február 10.

## Cselekménye
Egy büntetését töltő üzletembert Mexikóban a korrupt rabszállítók civil ruhával látnak el, majd látszólag elengedik, de egy rabtársával lelövetik.
Jay Wagnert (Robert Duvall) letartóztatják Chilében a fenti gyilkosság vádjával, és bár erre semmilyen bizonyíték nincs, Mexikóban 28 év börtönre ítélik.
Mivel a börtön, ahol a férfi raboskodik, megengedi női „rokonok” látogatását és diszkrét együttlétét az elítélttel, ezért lehetőség van rá, hogy Ann (Jill Ireland) információkat egyeztessen a férjével. Még pénzt is tud neki adni, amivel az megvásárolja az őröket (és néhány elítéltet), hogy tegyék egy frissen elhunyt koporsójába (amiben az elhunyt is ott van, lepedőbe csavarva) és vigyék ki a temetőbe, majd ott engedjék el. A dolog azonban balul sül el, mert előkerül a parancsnok és a szökés nem sikerül.
Jay Wagner felesége sem hiszi, hogy törvényes úton ki lehet hozni a mexikói börtönből a férjét, ezért 1200 dollárért felfogadja Nick Colton kissé szélhámos kisgépes pilótát (Charles Bronson) Texasban, hogy szöktesse meg a férjét.
Első alkalommal csak annyit közöl vele, hogy egy országúton kell leszállnia, ahol valaki fel fog szállni a gépre. Azonban az adott helyen elítélt rabok dolgoznak (köztük van a férj is) és őreik tüzelni kezdenek a gépre, ezért Nick Colton nem várja meg, hogy szitává lőjék a gépét, ezért utasa nélkül felszáll.
Második alkalommal társát nőnek öltözteti, neki kellene kihoznia a rabot (szintén nőnek öltöztetve, mintha látogató lett volna), azonban a cellában már várják és az őrök majdnem agyonverik.
Ann ekkor más valakinél érdeklődik, aki 100 000 dollárért vállalja, hogy két alagút fúrásával kiszabadítja a férjét. Nick azonban kidobja az ajánlattevőt és a nő ügyvédjét (akiben kezdettől fogva nem bízik) és elmondja a nőnek, hogy az alagútfúrás is kockázatos, akár évekig is eltarthat és még akkor sem biztos az eredmény. Amikor meghallja az összeget, amibe ez került volna, rögtön vállalja, hogy a feléért megcsinálja (ekkor még nem tudja hogyan). Egy helikoptervezetői tanfolyamot kezd, de nagyon nem megy neki a gép irányítása, ezért a pilótával megbeszéli, hogy 3600 dollárért repüljön Mexikóba egy megadott helyre. Helikopterét átfestik kék színűre, hogy jobban hasonlítson a mexikói hatóságok gépeire. Amikor közli a pilótával a valódi tervet, az nem vállalja a szöktetést, ezért Nicknek kell vezetnie a gépet. Kormányzási nehézségekkel, de eljut a börtön udvarára, azonban a célszemély nincs sehol. Itt Nick az előzetesen bejelentett 10 másodpercig akar várni a fogolyra, az azonban még mindig késik. Közben a többi rab kezdi megközelíteni a gépet. Nick társa és régi barátnője (a rendőrparancsnok felesége) elterelik a börtönőrök figyelmét a bejáratnál annyira, hogy két katonai dzsippel az üldözésükre indulnak. Közben felszállnak a helikopterrel, amibe Jay rabtársa is kapaszkodik, akinek megígérte, hogy együtt fognak megszökni. Az őrök azonban automata fegyverekkel lőnek rájuk, a rabtárs találatot kap és lezuhan. A helikopterrel egy tisztáson szállnak le, ahol a saját kisrepülőgépük parkol. Ebbe átszállnak, és az Egyesült Államok felé veszik az irányt, ahová esemény nélkül megérkeznek, azonban vámvizsgálat miatt másik repülőtéren kell leszállniuk.
Itt az ellenőrzést végző tiszt ismeri Nicket, de az iratok ellenőrzése így is eltart egy darabig. Közben megérkezik a helyszínre Harris Wagner ügyvédje, és hamis igazolványt felmutatva magával viszi Jayt. Ő azonban nem száll be a kocsijába, mert az arcát ismerősnek találja, hanem elmenekül, és egy bokros részen elbújik. Amikor Nicket a társa értesíti a fejleményekről, Nick utánuk megy, és összeverekednek az állítólagos hivatalnokkal. Verekedés közben egy felszálló gép légcsavarja darabokra szakítja az ügyvéd testét.
Jay és Ann megköszönik Nicknek a közreműködést, és egy autóban elhajtanak. Az ügy lezárásaképpen Nick felmutatja társainak a kapott 50 000 dolláros csekket és meghívja őket egy sörre.

## Szereposztás
- Charles Bronson (magyar hangja: Koncz Gábor) – Nick Colton, kissé szélhámos kisgépes pilóta
- Jill Ireland – Ann Wagner, Jay felesége
- Robert Duvall – Jay Wagner, ártatlanul bebörtönzött rab
- John Huston – Harris Wagner, aki Jay Wagnert börtönbe juttatta
- Sheree North – Myrna, egy rendőr felesége, részt vesz a sikeres szöktetésben
- Randy Quaid – Hawk Hawkins, Nick Colton társa, több szöktetési kísérletben aktívan közreműködik

## Fogadtatás
Roger Ebert filmkritikus ezt írta a Chicago Sun-Times 1975. május 29-i számában: 
„A történet egy valóságos szöktetésen alapul, ami egy mexikói börtönből történt 1971-ben, amikor Joel David Kaplant megszöktették. Kaplannak a CIA-val is volt kapcsolata, ezt azonban a filmből teljesen elhagyták. Jobb lett volna a film, ha maradnak a tiszta thriller műfajánál. Egyes jelenetekben az első osztályú akciósztár, Charles Bronson tehetetlennek mutatkozik.”
A Frankfurter Allgemeine Zeitung szerint „ Egy komikus film született a Quax, der Bruchpilot (1942) és a cinikus James Bond keverékéből.“

## Forgatási helyszínek
A filmet Franciaországban és Spanyolországban forgatták.

## Külső hivatkozások
- Breakout az Internet Movie Database oldalon (angolul)

## Fordítás
- Ez a szócikk részben vagy egészben  a   Breakout (film) című angol Wikipédia-szócikk fordításán alapul.  Az eredeti cikk szerkesztőit annak laptörténete sorolja fel. Ez a jelzés csupán a megfogalmazás eredetét és a szerzői jogokat jelzi, nem szolgál a cikkben szereplő információk forrásmegjelöléseként.
- Ez a szócikk részben vagy egészben  a   Der Mann ohne Nerven című német Wikipédia-szócikk fordításán alapul.  Az eredeti cikk szerkesztőit annak laptörténete sorolja fel. Ez a jelzés csupán a megfogalmazás eredetét és a szerzői jogokat jelzi, nem szolgál a cikkben szereplő információk forrásmegjelöléseként. (bevétel, forgatási helyszín)